# Медаль «За восстановление предприятий чёрной металлургии Юга»
Медаль «За восстановление предприятий чёрной металлургии юга» — государственная награда СССР. 
Учреждена Указом Президиума ВС СССР от 18 мая 1948 года. Положение о медали было дополнено Постановлением Президиума Верховного Совета СССР от 23 июня 1951 года.

## История медали
Автор рисунка медали — художник Иван Дубасов.
Известны случаи повторного награждения медалью. Так, двумя медалями «За восстановление предприятий чёрной металлургии юга» был награждён Чернета Лаврентий Ефремович — 6 марта 1950 года (удостоверение № 082489) и 28 июля 1953 года (удостоверение № 294295).
По состоянию на 1985 год, медалью было награждено свыше 68 тыс. человек. По состоянию на 1 января 1995 года медалью «За восстановление предприятий чёрной металлургии юга» награждено приблизительно 68 710 человек.

## Положение о медали
Медалью «За восстановление предприятий чёрной металлургии юга» награждаются рабочие, служащие, инженерно-технические и хозяйственные работники за выдающуюся работу, высокие производственные показатели и заслуги в восстановлении чёрной металлургии юга.
Представление к награждению медалью «За восстановление предприятий чёрной металлургии юга» производится руководителями предприятий, партийных и профсоюзных организаций.
Списки представленных к награждению медалью «За восстановление предприятий чёрной металлургии юга» рассматриваются и утверждаются от имени Президиума Верховного Совета СССР Министром чёрной металлургии и Министром строительства предприятий тяжёлой индустрии.
Вручение медали «За восстановление предприятий чёрной металлургии юга» производится от имени Президиума Верховного Совета СССР исполнительными комитетами областных Советов депутатов трудящихся по месту жительства награждённых.
Медаль «За восстановление предприятий чёрной металлургии юга» носится на левой стороне груди и при наличии других медалей СССР располагается после медали «За укрепление боевого содружества».
Награждённый медалью должен носить её с честью, служить примером высокой сознательности в соблюдении трудовой дисциплины и добросовестности при исполнении государственных обязанностей.

## Описание медали
Медаль «За восстановление предприятий чёрной металлургии юга» изготовляется из латуни и имеет форму правильного круга диаметром 32 мм.
На лицевой стороне медали в левой части — восстановленная домна, в правой части — фигура рабочего с инструментом для пробивки летки. На заднем плане — восходящее солнце, лучами которого охватывается верхняя часть медали. По кругу в верхней части медали расположена надпись «За восстановление предприятий чёрной металлургии юга». В нижней части по окружности лавровая ветвь, в центре которой пятиконечная звёздочка.
На оборотной стороне медали в две строки надпись «ТРУД В СССР — ДЕЛО ЧЕСТИ». Над надписью изображение серпа и молота.
Все надписи и изображения на медали выпуклые. По окружности медаль окаймлена выпуклым бортиком.
Медаль при помощи ушка и кольца соединяется с пятиугольной колодочкой, покрытой шёлковой муаровой лентой шириной 24 мм. Посередине ленты продольная синяя полоска шириной 8 мм, по бокам которой узкие белые полоски, далее голубые полоски шириной по 5 мм каждая. Края ленты окантованы синими полосками шириной 2 мм.